# Prostitution en Italie

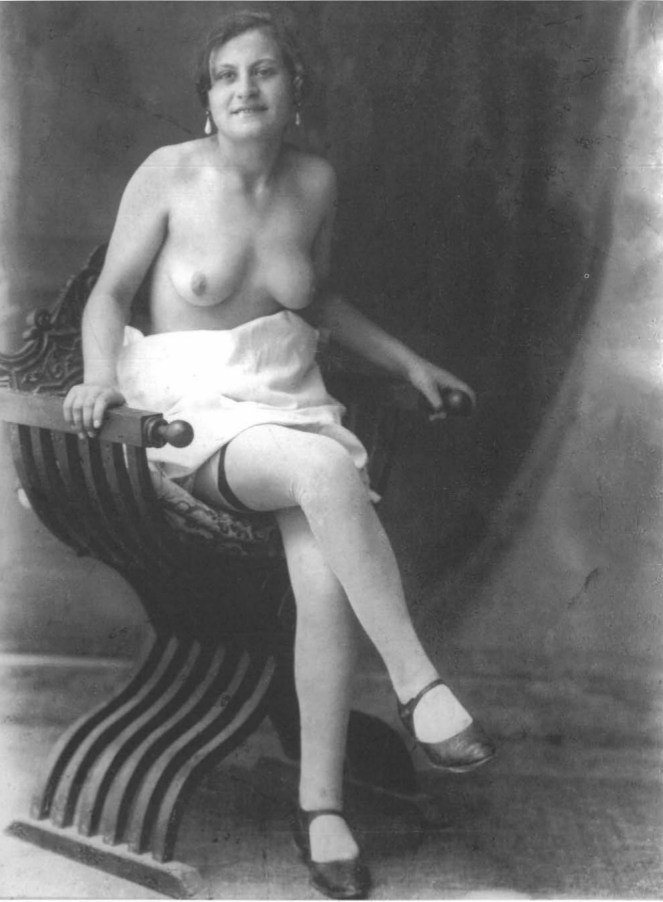
Une prostituée dans un bordel de Trévise au début du XXe siècle.

En Italie, la prostitution (prostituzione), définie comme l'échange d'actes sexuels contre de l'argent, est légale, bien que la prostitution organisée, que ce soit à l'intérieur des maisons closes ou contrôlée par des tiers, soit interdite. Les maisons closes ont été interdites en 1958.
Depuis la fermeture des maisons closes en 1958, la prostitution en Italie est essentiellement représentée par la prostitution de rue et les call-girls. Une image souvent utilisée pour désigner une prostituée de rue en Italie est lucciola (« luciole »), tandis que l'escort est appelée squillo (« sonnerie »), en référence à l'appel téléphonique servant à louer leurs services, comme dans l'expression anglaise call girl.

## Histoire

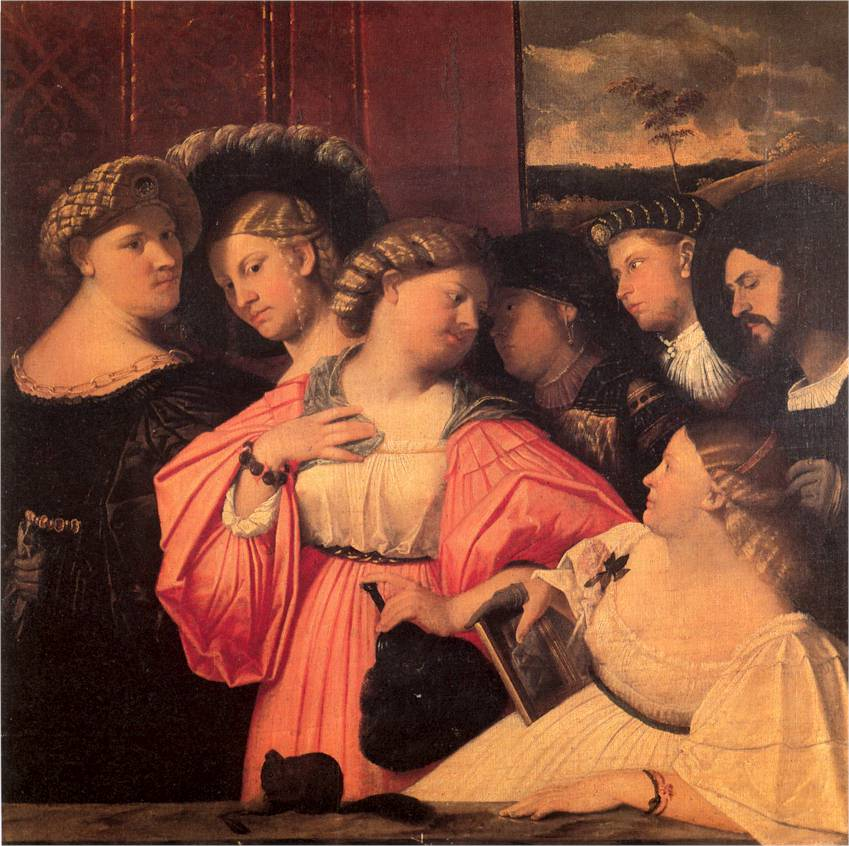
Courtisanes avec gentilshommes à Venise.

La prostitution a prospéré en Italie dès le Moyen Âge. En 1358, la ville de Venise déclare que les bordels sont indispensables et les courtisanes y atteignent un statut social élevé, en particulier au XVIIe siècle.
La réglementation, c'est-à-dire le système de régulation de la prostitution, a été établie en 1861, avec l'unification italienne, sur le modèle du système napoléonien français de régulation et du Bureau des mœurs, un service gouvernemental chargé de réguler le vice et qui assure l'enregistrement officiel des prostituées. Un décret de 1859, du comte Camillo Benso di Cavour, pour aider l'armée française qui soutient les Piémontais dans leur lutte contre l'Autriche, autorise l'ouverture de maisons contrôlées par l'État pour l'exercice de la prostitution en Lombardie. Le 15 février 1860, le décret devient la loi dite Legge Cavour avec la promulgation du « Règlement du Service de surveillance de la prostitution ».
Une autre loi, la Legge Crispi, adoptée le 29 mars 1888, interdit la vente de nourriture et de boissons, ainsi que les fêtes, danses et chants dans les bordels, et interdit ces établissements près des lieux de culte, des écoles et des jardins d'enfants. Elle prévoit également que les volets doivent toujours rester fermés, ce qui est à l'origine de l'expression italienne case chiuse (maisons closes). Un autre amendement est la Legge Nicotera de 1891. Dans ce système, la prostitution en Italie est pleinement légale dans les maisons privées. Un réseau de sifilicomi, des hôpitaux pour professionnel(le)s du sexe, est également mis en place, la croyance étant que les prostituées sont les principales sources de propagation des maladies vénériennes.
Bien que les prostituées aient considéré ce système réglementé oppressif, elles ont trouvé des moyens d'y résister. Sous le régime fasciste (1922-1943), des mesures plus restrictives sont progressivement introduites en 1923, 1933 et 1940.

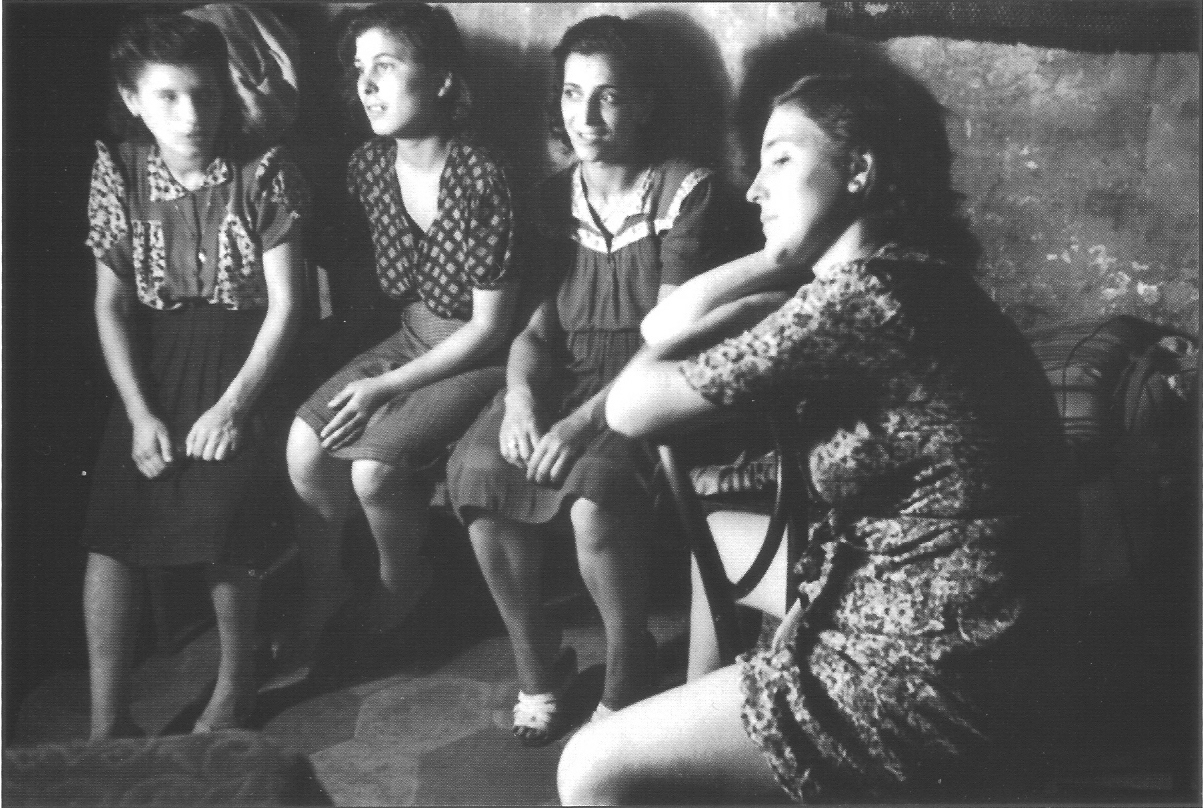
Prostituées dans un bordel de Naples en 1945.

Dans l'ensemble, le système a été jugé un échec et, comme dans d'autres pays européens, avec la réglementation, le mouvement pour son abolition a commencé à se développer à partir de la fin du XIXe siècle, soutenu par des groupes de gauche et féministes. Cet abolitionnisme d'époque est souvent considéré comme déroutant, puisqu'il a été appliqué à la fois à l'abolition des règlements limitant la prostitution et à l'abolition de la prostitution elle-même. Cependant, ces forces ont conduit à l'introduction d'un nouveau système en Italie qui a aboli la réglementation, mais pas la prostitution en tant que telle.
Les maisons closes ont été interdites en 1958 par la loi Merlin, toujours appliquée de nos jours.

## La loi Merlin

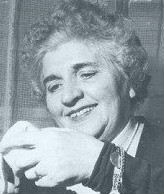
La sénatrice Lina Merlin, rédactrice de la loi

La loi Merlin, legge Merlin (L75/1958), du nom de son auteur principal, la députée socialiste Lina Merlin, est entrée en vigueur le 20 septembre 1958,. Cette loi, toujours en vigueur aujourd'hui avec très peu de modifications, a abrogé le système de réglementation, interdit les bordels et créé une nouvelle infraction pénale appelée « exploitation de la prostitution » (sfruttamento della prostituzione) dans le but de punir la fourniture de services sexuels assurés par autrui. En particulier, l'article 3.8 prévoit des peines pour « toute personne qui, de quelque manière que ce soit, encourage ou exploite la prostitution d'autrui" » (chiunque in qualsiasi modo favorisca o sfrutti la prostituzione altrui). L'article 3.3 énumère un certain nombre de lieux publics où la prostitution est interdite, comme les maisons, les hôtels, les salles de danse et les clubs de divertissement. L'article 5 interdit le comportement contraire à la morale (libertinaggio, littéralement « libertinage ») dans un lieu public ou ouvert au public, ou la sollicitation de manière scandaleuse ou troublante, ou le fait de suivre une personne et de l'inviter par des actes ou des paroles. L'article 7 interdit l'enregistrement et les contrôles sanitaires obligatoires des prostituées.
La loi Merlin suit le modèle abolitionniste. Ce qui reste légal, c'est la prostitution de rue et la prostitution en appartement privé de manière autonome. La loi ne parle explicitement que des femmes et non des hommes,.
La loi a eu pour effet de pousser les femmes dans la rue, ce qui les a rendues plus visibles, et dans les maisons privées. La loi fait l'objet d'un débat intense, sa défense étant considérée comme une question féministe, bien que les marxistes et les catholiques la soutiennent. Depuis 1973, les chrétiens-démocrates demandent à plusieurs reprises l'abrogation de la loi, et ils sont rejoints en 1998 par les démocrates de gauche. L'abrogation de la loi aurait rouvert les maisons closes. En même temps, des groupes de femmes conservatrices comme les Federcasalinghe font pression en faveur d'une plus grande réglementation, y compris pour les examens de santé, mais les féministes s'opposent en général à ces propositions. Cependant, les sondages montrent de façon constante qu'il y a un appui considérable de la population pour la réouverture du dossier.
Après la création du Comitato (comité pour les droits civils des prostituées), les tentatives de modification de la loi se poursuivent (22 projets de loi présentés à l'Assemblée législative de 1996 à 2001,). Soixante ans après la promulgation de la loi, le débat reste d'actualité. En 2018, sa constitutionalité est remise en cause au cours d'un procès à Bari.

## Augmentation récente du problème

### Prostitution des migrants
La prostitution en Italie devient plus visible dans les années 1990 avec l'augmentation de l'immigration en provenance d'Europe de l'Est et d'Afrique, qui commence dans les années 1970. La dissolution de l'Union soviétique, de la Yougoslavie et les nouvelles politiques d'immigration de la loi Martelli de 1990 contribuent à une augmentation de l'offre dans les années 1989-1990, en particulier de la part des filles polonaises. La deuxième vague de prostituées vient du Nigeria et du Pérou, avec une véritable immigration illégale, une fois le visa touristique périmé et la troisième vague en provenance d'Albanie en 1993-1994. En 1995, la quatrième vague arrive du Nigeria et d'Albanie , tandis qu'en 1996-1998, la vague arrive de Moldavie, de Lituanie et d'Albanie. La politique migratoire devient plus restrictive avec la loi Turco-Napolitano (40/98).
Parmi ces migrants se trouvent des femmes, dont des filles mineures, qui se prostituent plus ou moins volontairement, avec un certain degré de coercition et de servitude pour dettes (traite des êtres humains). Ces questions des ressortissants étrangers, de la prostitution forcée et des prostituées mineures refaçonnent le débat sur la prostitution en Italie, comme ailleurs en Europe, ces dernières années. Les descriptions des conditions de vie des femmes migrantes, en particulier des jeunes femmes, dans la rue, font passer le débat dans les années 1990 de la perception que le Comitato (comité pour les droits civils des prostituées) a des prostituées comme femmes indépendantes et assertives à celle de victimes de la violence masculine.

### Réactions locales
La plus grande visibilité de la prostitution depuis le milieu des années 1990 crée une autre force motrice dans les attitudes du public, à savoir les groupes communautaires des quartiers urbains où la prostitution de rue est la plus active. Les municipalités tentent de contrôler elles-mêmes le commerce du sexe depuis 1994, avec des approches contradictoires.
Certaines autorités locales choisissent de créer des zones de tolérance, comme en 1995 à Mestre, sur le continent de Venise. Cette approche se fonde sur le principe de la « réduction des effets ».
Pour d'autres, la réponse face à ce problème est de retirer les permis de séjour délivrés aux femmes étrangères se trouvant dans la rue et de procéder à une augmentation des déportations des clandestins,.
Une autre approche est de cibler les clients du commerce du sexe en envoyant des avis à leur domicile et en confisquant leur véhicule, bien qu'un tribunal de Pérouse ait bloqué en septembre 2000 l'inculpation pure et simple de « complicité »,.
Certaines autorités municipales sèment la confusion en collant des affiches attirant l'attention sur la prostitution dans le quartier.

### Prises de positions
Un groupe influent concernant les travailleuses et travailleurs sexuels est Le Comitato (Comitato per i Diritti Civili delle Prostitute, ou CDCP), « Comité pour les droits civils des prostituées », formé en 1983 en réponse aux attaques violentes contre les travailleuses et travailleurs sexuels et dirigé par Carla Corso et Pia Covre depuis leurs bureaux nationaux à Pordenone. Leurs campagnes comprennent la prévention du trafic, les droits des travailleurs sexuels, la décriminalisation et la fin de la stigmatisation. Leurs revendications ont donné lieu à la présentation au Parlement de plusieurs projets de loi qui, malgré le soutien de trois partis de gauche, n'ont pas abouti. Toutefois, les tentatives de modification de la loi se poursuivent au Parlement. Le Comitato a été l'une des principales voix des femmes dans les débats sur le commerce du sexe en Italie, du moins en comparaison avec le mouvement des femmes dans son ensemble, et a travaillé en étroite collaboration avec les foyers pour femmes. Leur position d'ingérence minimale a été partagée à la fois avec le mouvement des femmes et les organismes d'élaboration des politiques. Cela n'a été qu'un succès partiel. Les dispositions de la loi Merlin qui punissent les personnes impliquées, dont Livia Turco a été l'une des principales voix politiques, ont été fréquemment visées. Les coalitions de centre-gauche et de centre-droite se sont positionnées contre cette cause.
Parmi les acteurs politiques figurent les Centri antiviolenza (centres de lutte contre la violence) et les centres d'accueil pour femmes qui ont plaidé pour que les victimes de la traite restent dans le pays même si elles ne dénoncent pas leurs exploiteurs, conformément à leur vision selon laquelle les femmes sont mieux à même de déterminer leur propre voie à suivre.
Le mouvement des femmes est divisé entre ceux qui considèrent la prostitution comme de l'exploitation et ceux qui la considèrent comme un travail. En général, le mouvement n'a pas donné la priorité à la prostitution, la considérant comme une question culturelle, et n'a pas fait confiance à l'État comme intervenant. Sur cette question, les organisations catholiques ont participé à une réaction hostile au féminisme, tout comme la droite fasciste.
La politique d'imposition d'amendes aux clients des prostituées de rue, qui a commencé à être mise en œuvre au début des années 1990 par les maires des villes, a été approuvée par une partie du mouvement féministe, blâmer les clients pour l'existence de la prostitution est un discours courant chez les féministes et les catholiques, mais elle a suscité l'opposition des autres femmes qui estiment que cette politique victimise davantage les femmes.
Parmi les débats en cours sur la prostitution en Italie figurent les juristes qui prônent le diritto leggero, le concept selon lequel l'État ne devrait intervenir que de manière minimale dans les affaires considérées comme relevant du libre choix de l'individu. Dans les années 90, Roberta Tatafiore, rédactrice en chef de Noidonne, a été l'une des principales avocates de la normalisation.
En ce qui concerne les questions juridiques, les féministes en général ont soutenu la loi Merlin, qui interdisait les bordels et la réglementation, et se sont prononcées en faveur de la décriminalisation, à l'exception de l'exploitation par des tiers (souteneurs).
Dans le gouvernement de centre-gauche de Prodi, le système politique était raisonnablement ouvert, et l'approche dominante correspondait à celle du mouvement des femmes, pour aller de l'avant avec la « protection ».

## Évolution de la législation
Les trois principaux débats qui ont occupé le public, les médias et les décideurs sont :
- de permettre aux victimes de la traite de rester dans le pays (loi Turco-Napolitano) ;
- d'aider les travailleuses et travailleurs sexuels, y compris les victimes de la traite ;
- de criminaliser les clients d'enfants prostitués de moins de 18 ans.

Selon un rapport de la TAMPEP (European Network for HIV/STI Prevention and Health Promotion among Migrant Sex Workers) sur les législations et les politiques relatives à la prostitution en Europe, en Italie, les approches dominantes sont le travail du sexe en tant que violence, force, crime organisé, menace pour la sécurité et le maintien de l'ordre, et demande croissante de migration et de traite.

### Loi Turco-Napolitano
Proposée à l'origine par des agences internationales et approuvée par l'Union européenne en 1996, la cause de la protection des prostituées migrantes a été reprise en Italie par Maria Paola Colombo Svevo (PPI), présidente de l'ONG Irène, et par d'autres ONG catholiques et laïques telles que Caritas.
Bien qu'il soit toujours possible de demander un permis de séjour pour des raisons humanitaires, cela n'est pas bien connu ou utilisé par les travailleurs du sexe étrangers. En 1996, Livia Turco, ministre des Affaires sociales, a introduit le premier « permis de justice » pour les victimes de la traite qui ont résisté à leurs trafiquants, dans le cadre du décret du Premier ministre Lamberto Dini sur l'immigration. L'initiative politique visant à remédier à la situation des travailleuses migrantes est venue d'Anna Finocchiaro (Parti démocrate), le Ministre de l'égalité des chances. Giorgio Napolitano (Démocrates de gauche), le ministre de l'Intérieur, a annoncé de nouvelles mesures en 1997 pour traiter la prostitution comme une question de sécurité urbaine et ses propositions ont suscité peu de débats, étant donné les préoccupations généralisées concernant la traite des personnes. Le principal point de vue opposé est que le permis de séjour ne devrait être accordé qu'à la condition que les victimes dénoncent les trafiquants. Cependant, les organisations catholiques se sont opposées à la clause de dénonciation. Le débat était essentiellement limité à la position des femmes. La législation qui en résulte est la Legge Turco-Napolitano de 1998 (40/98). La position du mouvement des femmes, relativement faible et dispersé est que les victimes ne devraient pas être davantage victimisées en les expulsant vers leur pays d'origine ou en les mettant dans une situation pouvant mettre leur vie en danger.
Parmi les mesures adoptées par la loi, on peut citer l'alourdissement des peines en cas de recrutement et de traite, et l'octroi d'un « permis de protection » aux victimes de la traite pour leur permettre de rester dans le pays. La loi prévoyait que ces permis soient administrés par les préfets de police (questori) pour des raisons humanitaires, mais cela concerne aussi les ONG en raison de la complexité des procédures concernées et des risques d'abus. La loi exige également que la victime s'inscrive à des cours de formation organisés par des ONG agréées. La loi alloue également des fonds aux associations qui viennent en aide à ces victimes, mais exige qu'elles quittent le commerce du sexe. L'exigence de dénonciation prévue dans le décret Dini initial a été supprimée. Turco a été influencée par la Commission pour l'égalité des chances, dont la première présidente, Elena Marinucci (PSI), en 1987, a entériné les objectifs du Comitato (comité pour les droits civils des prostituées) et tenté de légiférer en la matière.
Le Comitato considère que les femmes devraient être protégées et non stigmatisées et les organisations catholiques prennent le dessus sur les organismes approuvés et défendent l'opinion que le Comitato. Cependant, les débats font la distinction entre la prostitution forcée et un « choix libre et conscient de l'individu »,.
Bien que la loi ne vise pas explicitement le travail sexuel, sa mise en œuvre la vise. En dépit d'une formulation ne mentionnant pas le sexe des personnes, la mise en œuvre s'est concentrée sur les jeunes femmes victimes de la traite. La nouvelle loi n'a guère contribué à endiguer le débat. Lorsque le gouvernement dirigé par Massimo D'Alema est élu en octobre 1998, trois femmes ministres de trois partis politiques (Fédération des Verts, Parti populaire italien et Démocrates de gauche), Laura Balbo (Égalité des chances), Rosa Russo Jervolino (Affaires intérieures) et Livia Turco (Affaires sociales) annoncent leur intention d'examiner de nouvelles propositions pour combattre le trafic et défendre la dignité des femmes.
Il en a résulté une nouvelle importance pour l'organe consultatif d'Anna Finocchiaro, la Table interministérielle de lutte contre la traite crée en février 1998, où elle est largement représentée. Anna Finocchiaro déclare : « La traite des femmes est un problème nouveau et très grave que nous devons combattre en premier lieu avec la punition pour la réduction en esclavage, au lieu d'utiliser la loi Merlin ». En mars 1999, les ministres annoncent de nouvelles peines plus sévères pour l'exploitation et de nouvelles règles pour protéger ceux qui renoncent à la prostitution. Les statistiques disponibles pour 1998 faisaient état de 342 victimes connues, dont 37 % étaient mineures et provenaient principalement d'Albanie, du Nigeria et de la Yougoslavie. Au total, 242 permis ont été accordés en 1999 et 600 en 2000.

### Pénalisation des clients
En 1994, les catholiques et les féministes ont accueilli favorablement le changement d'orientation des travailleurs vers les clients, lorsque les maires ont ordonné à la police de mettre des amendes aux clients. En 1998, à Bologne, le Case delle donne per non subire violenze, le Comitato (comité pour les droits civils des prostituées) et le MIT, une organisation transsexuelle, ont quitté le comité de coordination de la prostitution de la ville en signe de protestation, estimant que toute répression aggravait les conditions de travail des travailleurs. L'impression générale était que la criminalisation des clients les empêchait de signaler des cas d'abus de travailleurs ou de collaborer avec les autorités.
La question a été soulevée à nouveau en 1999 par Rosa Russo Jervolino, qui proposait de modifier la loi Merlin pour durcir les peines d'exploitation. Giuliano Amato, ministre des Réformes institutionnelles, a suggéré de pénaliser le client et Antonio Di Pietro (Lista Di Pietro) a présenté un projet de loi au Sénat, mais a soulevé la colère des politiciens, en particulier Livia Turco, qui a souligné que la prostitution devait être décriminalisée et que seuls les « vrais abus » devaient être sanctionnés. Elle et Laura Balbo ont également été représentées par le Comitato contre cette décision. Ce débat a eu lieu lors des réunions d'une commission parlementaire sur la prostitution, où il était souvent question de prostituées étrangères mineures.

### Protection des mineurs
L'émergence d'un besoin de criminaliser les clients qui utilisent des travailleurs mineurs est en partie liée à cette situation. Le fait d'avoir des relations sexuelles avec une personne de moins de 14 ans est considéré comme un viol, mais il reste encore de nombreux travailleurs mineurs. Bien que l'âge du consentement soit de 14 ans, le fait de payer pour se livrer à des activités sexuelles avec des adolescents âgés de 14 à 17 ans, sans égard au consentement, est un crime passible d'une peine d'emprisonnement de un à six ans. La publicité autour des travailleurs mineurs est une préoccupation persistante en Italie comme ailleurs, bien qu'en Italie elle ait souvent été présentée comme une agression homosexuelle sur des mineurs de sexe masculin.
En 1996, deux femmes politiques, Anna Serafini (it) et Daria Bonfietti (it) (DS), présentent un projet de loi visant à sanctionner l'utilisation de travailleurs mineurs, en réponse à une série de pressions de forces internationales, dont le Programme d'action contre l'exploitation sexuelle des enfants à des fins commerciales (Stockholm 1996), l'UNESCO et ECPAT. Ils reçoivent le soutien de Rosa Russo Jervolino, ministre de l'Intérieur. Cette initiative unifie diverses propositions législatives.
Les médias signalent des abus et des meurtres, en particulier un garçon de 8 ans à Ostie en 1998, de la pornographie enfantine sur Internet et du tourisme sexuel, la terminologie passant de « adolescent » à « enfant  » et confondant souvent « femmes et enfants » comme autant vulnérables. Le Parlement réagit rapidement et le Code pénal est amendé sans opposition pour traiter les contacts sexuels avec des mineurs ou la possession de pornographie enfantine,.
La question de la défense par ignorance a toutefois suscité des divergences de vues, la décision finale étant qu'il ne s'agit pas d'une défense. Une députée féministe, Ersilia Salvato (RC), s'est plainte de la précipitation du législateur et s'est abstenue. La loi italienne interdit la discrimination fondée sur le sexe, un autre héritage de Lina Merlin. Toutefois, elle a été jugée impossible à appliquer, car elle exigerait que le travailleur sexuel dépose la plainte. La question n'a jamais été à l'ordre du jour du mouvement des femmes, pas même par les organisations, qui n'ont joué aucun rôle dans le débat, pas plus que la ministre de l'Égalité des chances Anna Finocchiaro. L'environnement politique n'était pas non plus réceptif à l'apport féministe, puisque le gouvernement tenait donner l'impression qu'il répondait à la panique morale créée par les médias concernant la pédophilie.

### Aide aux travailleuses et travailleurs sexuels migrants
En 1998, en réponse aux préoccupations concernant les travailleurs étrangers dans la rue, la Chambre des députés ordonne la tenue d'une « enquête visant à mieux faire connaître les aspects sociaux et sanitaires de la prostitution ». Anna Finocchiaro, ministre de l'Égalité des chances, et Marida Bolognesi (DS), présidente de la Commission de la justice, y jouent un rôle clé. La Commission d'enquête interviewe de nombreux intervenants au cours de six audiences, mais le mouvement des femmes est relativement peu représenté. Le cadre principal est l'idée que les étrangers « envahissent » les rues de l'Italie et cela devient une question d'ordre public. Il s'agit d'un débat très sexo spécifique. En fin de compte, la commission adopte trois principes : la réduction des méfaits, l'éducation des clients et l'importance de faire respecter la loi Merlin.
Les délibérations portent notamment sur la proposition d'une loi visant à financer les programmes des autorités locales pour aider les travailleuses et travailleurs sexuels à obtenir des permis de protection. Dans le même temps, les trois femmes ministres promeuvent des campagnes d'éducation dans les pays d'origine des travailleuses sexuelles migrantes comme au Nigéria et en Europe orientale, tandis que d'autres programmes aident la police à s'acquitter de ses responsabilités en matière de permis et que des circuits d'assistance sont mis en place, tandis que 8 millions d'euros sont affectés aux ONG pour leur permettre d'assumer leurs responsabilités au titre de l'article 18 de la loi Turco - Napolitano.
Peu de féministes ont participé à cette discussion, à l'exception d'Elsa Antonioni du parti Anti-violence, qui a souligné la continuité entre le sexe pour de l'argent et le sexe gratuit, soulignant la vulnérabilité des droits civils des travailleuses sexuelles (par exemple, leurs enfants pourraient être pris en charge). Cela n'a pas eu de suite, bien que le rôle fort du ministère de l'Égalité des chances puisse être considéré comme une voix en faveur des femmes,.

### Projet de loi Carfagna

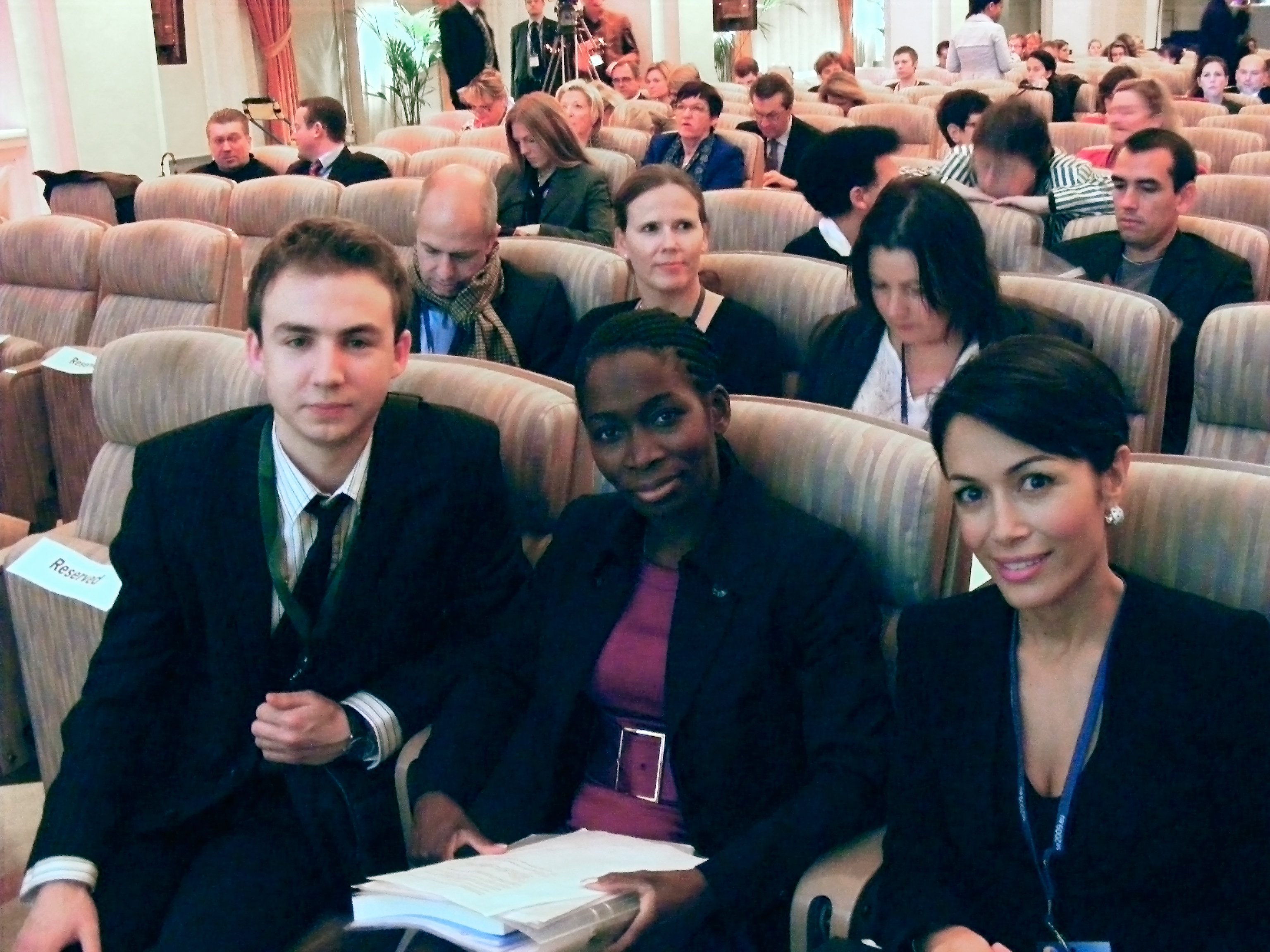
Paweł Rogaliński, Nyamko Sabuni et Mara Carfagna au cours du Troisième sommet de l'égalité à Stockholm, en 2009.

Jusqu'en 2008, bien qu'il n'existe pas de lois contre la prostitution de rue, d'autres lois concernant l'ordre public et la décence pouvaient être utilisées pour la réglementer, et certains endroits avaient adopté des ordonnances locales contre la prostitution de rue. Des tentatives ont été régulièrement faites pour criminaliser le travail sexuel à l’extérieur.
En 2008, Mara Carfagna, Ministre de l'égalité des chances, dépose un nouveau projet de loi, le Projet de loi 1079, interdisant la prostitution de rue. Le projet est approuvé par le Consiglio dei ministri le 11 septembre 2008. Néanmoins, le projet de loi Carfagna, après avoir été largement diffusé dans les journaux et à la télévision, a été placé dans un tiroir et jamais promulgué en tant que loi,,.
Le projet de loi est présenté comme un amendement à la loi Merlin du 20 février 1958, no 75, qui prévoit des sanctions en cas d'acte de prostitution, de sollicitation ou de recours à des services sexuels dans un lieu ouvert au public (article premier). L'article 2 modifie l'article 600 bis du Code pénal pour sanctionner le recrutement, l'incitation, la promotion, l'utilisation, la gestion, l'organisation, le contrôle ou le profit des services sexuels d'une personne âgée de moins de 18 ans, ou le fait de promettre une récompense quelconque pour un acte sexuel avec une personne de 14 à 18 ans. Il prévoit également le rapatriement des mineurs étrangers se livrant à la prostitution. L'article 3 traite de la criminalité organisée, sanctionnant le complot en vue d'exploiter la prostitution par l'article 416 du Code pénal. L'article 4 ne prévoit pas de nouvelles ressources et abroge l'article 5 de la loi Merlin, qu'il remplace, et interdit le libertinage (sollicitation constituant un délit ou un harcèlement) passible d'une peine maximale de 15 jours de prison.
Le projet de loi (S.1079) est présenté au Sénat et est débattu en commission le 19 mars 2009 en même temps qu'un groupe de projets de loi connexes. Dans des entretiens avec Gente et Panorama, Mara Carfagna a dit qu'elle déclarait la guerre à la prostitution et critique les opposants qui proposaient des quartieri a luci rosse (quartiers à lumières rouges). Le projet demeure fermement à l'ordre du jour du gouvernement Berlusconi, malgré les scandales de travail sexuel qui sont associés à sa personne. Des mesures anti-prostitution ont été introduites parmi des mesures de sécurité avec peu d'empressement. Comme pour les tentatives précédentes, cela a suscité beaucoup de critiques.
L'Église catholique, les travailleuses et travailleurs sexuels, les défenseurs de la réduction des méfaits, les groupes féministes, les groupes de défense des droits humains et des immigrants et les avocats s'y opposent et continuent de faire l'objet de débats populaires et universitaires. Finalement la loi ne sera pas promulguée.

### Ordonnances de 2008

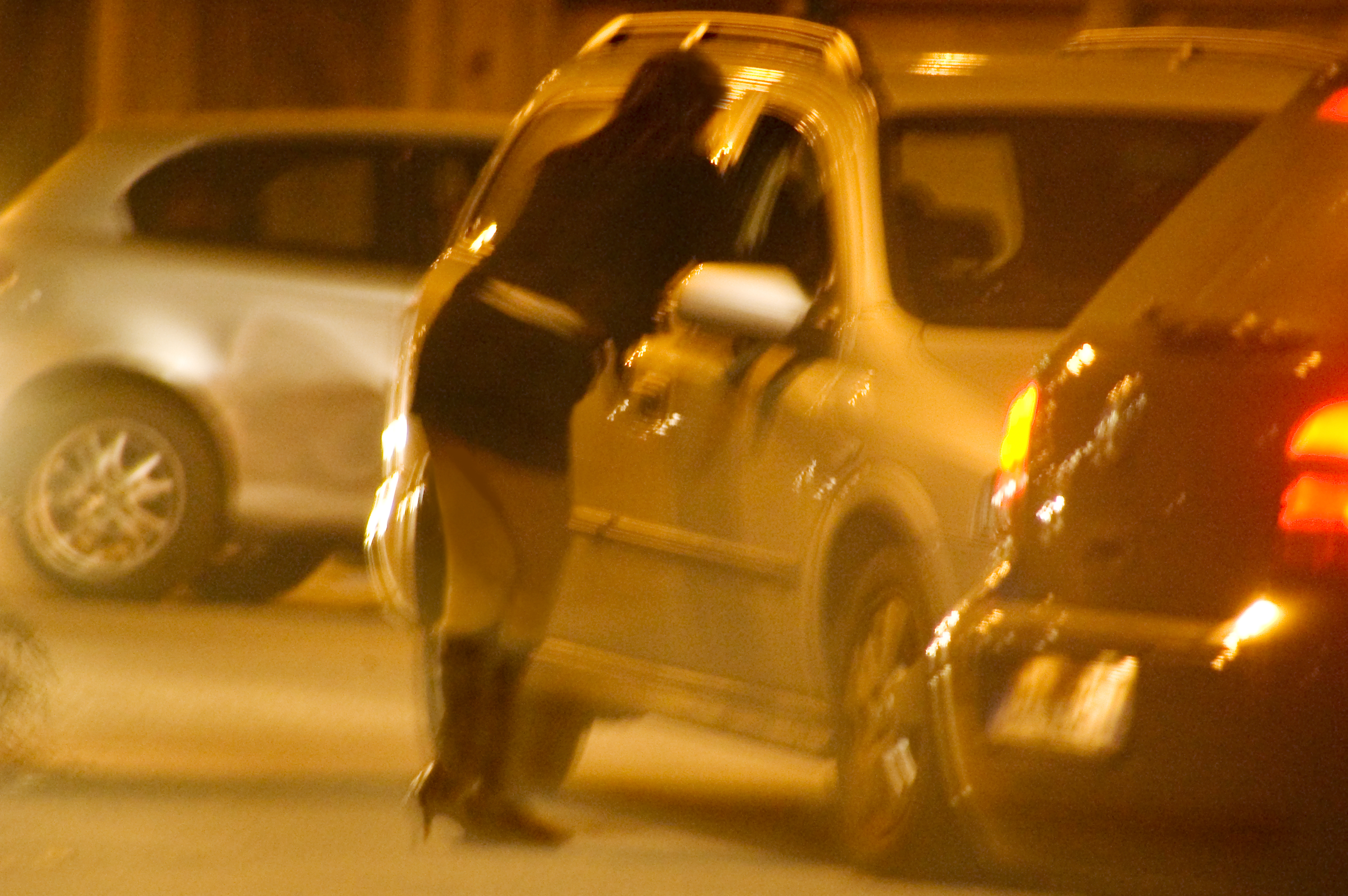
Une prostituée en train de négocier avec un client à Turin en 2005

Le règlement de sécurité intérieure du 24 juillet 2008 (L.125/08) donne aux maires le pouvoir judiciaire de déclarer urgent tout ce qui pourrait mettre en danger la sécurité et le décorum dans leurs villes. En vertu de ces pouvoirs, les travailleuses et travailleurs sexuels et leurs clients sont assujettis à des ordonnances qui permettent à la police municipale d'administrer les amendes.
La loi sur la sécurité publique permet aux préfets de police (questori) d'expulser des personnes d'une ville où elles ne résident pas officiellement. Les citoyens de l'Union Européenne sont passibles d'amendes, tandis que les ressortissants de pays tiers peuvent être placés dans des centres de détention et expulsés.
Le Comitato (comité pour les droits civils des prostituées) fait état d'une rupture dans les relations entre les ONG et les autorités et entre les ONG et les travailleurs, d'un évitement des services de santé et d'une augmentation de l'activité criminelle. Bien que l'application de la loi varie d'une région à l'autre et au fil du temps, l'effet immédiat est celui escompté et souhaité, à savoir le nettoyage des rues (au moins temporairement) et le déplacement des travailleurs vers des régions éloignées. Le travail sexuel à l'intérieur augmente et la qualité de vie des prostituées en général s'est détériorée. Les rapports sexuels non protégés augmentent en raison de la capacité réduite de négocier. La stigmatisation et la vulnérabilité ont augmenté, de même que le recours accru aux services sociaux.
Le 7 avril 2011, la Cour constitutionnelle italienne décide, par le jugement 115/2011, que ce type d'ordonnances des maires doit être assorti rapidement de limites de temps et d'espace. Ainsi, le simple exercice de la prostitution de rue ne pourrait plus être concerné par ce genre de projets de loi locale.

## Situation actuelle

### Statut juridique
Même si elle n'est pas mentionnée comme telle dans le Code pénal, la prostitution est légale mais les bordels et le proxénétisme sont illégaux. Les travailleuses du sexe célibataires qui travaillent dans des appartements sont « tolérées ». Le vagabondage est autorisé, mais le racolage (« inviter des clients dans la rue sans honte » ) est illégal. Les migrants titulaires d'un permis de travail ou d'un permis de séjour peuvent travailler dans l'industrie du sexe, et la police ne peut pas révoquer les permis de séjour et entamer des procédures d'expulsion, même si cela a été tenté en vain, en vertu des lois italiennes.
Des permis de travail peuvent être délivrés à des danseurs migrants dans des clubs de loisirs pour un an dans un lieu de travail similaire. Le travail du sexe est interdit, mais la danse nue est tolérée. Par une loi fiscale de 2006 (art. 36, al. 34 bis de la Loi 248/2006), comme l'a déclaré à maintes reprises la Cour suprême, la prostitution est imposée de la même manière que l'argent gagné légalement. Le dernier de ces arrêts a été promulgué en 2016 (n. 22413/2016) et les travailleurs du sexe doivent faire enregistrer leur activité, en payant des impôts comme toutes les professions libérales.
Une décision judiciaire de 2010 a créé un nouveau précédent, à savoir que le client qui ne paie pas le travailleur serait considéré comme coupable de viol, ce qui est considéré comme une percée majeure pour les droits des prostituées.

### Démographie
Il est difficile d'obtenir des estimations précises du nombre de travailleurs sexuels dans un pays donné.
L'Institut italien de statistique a déclaré que le nombre de travailleurs de rue était de 50 000 en 1998. En 2007, le nombre total de travailleurs était d'environ 70 000, et en 2008, 100 000.

### Migrations et tourisme
Un rapport de 2009 du TAMPEP estime que le pourcentage de travailleurs du sexe étrangers en Italie atteint environ 90 %, une augmentation par rapport aux années précédentes,. Dans ce rapport, seule l'Espagne avait un pourcentage aussi élevé de migrants dans ce commerce, bien que la plupart des pays d'Europe occidentale aient déclaré qu'une majorité des travailleurs étaient des migrants. Cela contraste avec les anciens pays communistes, où c'est l'inverse : la plupart des travailleurs sont d'origine nationale.
Les allégations de traite varient considérablement et sont difficiles à vérifier. Les estimations varient de 7 % à 100 % des travailleurs migrants. Le rapport 2009 du département d'État américain sur les droits de l'homme déclare : « En 2008, selon le ministère de l'Intérieur, 4 350 personnes ont été accusées de traite des personnes et de proxénétisme ».
Les restrictions imposées par les autorités entraînent souvent le déplacement du commerce transfrontalier, comme c'est le cas avec l'Autriche et la Suisse où les bordels sont légaux.
En 2008, 65 % des travailleurs seraient dans la rue et 35 % dans les résidences ou les clubs privés. 20 % étaient mineurs et 10 % avaient été forcés à se prostituer par des bandes criminelles. Cependant, la frontière entre le travail de rue et le travail à l'intérieur est souvent floue, par exemple pour les travailleurs de rue qui utilisent des fourgonnettes.

### Santé publique
Une étude réalisée en 1997/1998 à Rome auprès de 142 prostituées de rue (102 femmes, 40 femmes trans) montre que la plupart des personnes interrogées (95 %) ont déclaré utiliser toujours des préservatifs avec leurs clients. 8 % des femmes et 2 % des femmes trans ont déclaré consommer des drogues injectables. 38 % des femmes ayant un partenaire stable utilisent des contraceptifs, alors que 33 % d'entre elles ont eu recours à un avortement volontaire l'année précédente. 38 % des femmes et 80 % des femmes trans ont eu des contrôles pour les MST l'année précédente. La prévalence du VIH est de 6 % chez les femmes et de 20 % chez les femmes trans. 4/6 femmes séropositives et 1/8 des femmes trans séropositives utilisaient des drogues injectables. 5/6 des femmes séropositives au VIH sont Italiennes.
Cependant, sur les 558 travailleurs qui ont fréquenté une clinique de MST à Bologne entre 1995 et 1999, seulement 1,6 % sont séropositifs au VIH. Les auteurs concluent que « les prostituées n'ont pas un rôle prépondérant dans la transmission et la diffusion des MTS ». Malgré cela, les opposants à la prostitution continuent de prétendre qu'elles sont sources de maladies.